# Nabil Mebarki
Nabil Mebarki (in arabo نبيل مباركي‎?; Vénissieux, 8 luglio 1979) è un ex cestista francese con cittadinanza algerina.

## Carriera
Con l'Algeria ha disputato i Campionati mondiali del 2002.